# Passiflora anfracta
Passiflora andina je biljka iz porodicePassifloraceae. Ekvadorski je endem. Prema IUCN-ovoj crvenoj listi, vrsta je kojoj prijeti izumiranje, stupnja ugroženosti ugrožena vrsta (EN) (IUCN 3.1).